# Jan Kreczmar
Jan Kreczmar (6 de mayo de 1908 – 29 de agosto de 1972) fue un actor teatral y cinematográfico polaco.
Nacido en Varsovia, Polonia, inició su carrera artística antes de la Segunda Guerra Mundial. Era hermano del actor y director Jerzy Kreczmar, y estuvo casado con la actriz Justyna Kreczmarowa.
A lo largo de su trayectoria entre 1938 y 1972, actuó en una docena de filmes. En 1949 fue nombrado rector de la Academia de Teatro Alexandre Zelwerowicz, reemplazando a Alexandre Zelwerowicz y Leon Schiller, permaneciendo en el puesto hasta 1967.
Jan Kreczmar falleció en Varsovia, Polonia, en 1972.